# Agrias phalcidonides
Agrias phalcidonides är en fjärilsart som beskrevs av Michener. Agrias phalcidonides ingår i släktet Agrias och familjen praktfjärilar. Inga underarter finns listade i Catalogue of Life.